# Liu Wei
Liu Wei (刘炜S, Liú WěiP; Shanghai, 15 gennaio 1980) è un ex cestista cinese.